# Touching Evil (serie televisiva 2004)
Touching Evil è una serie televisiva statunitense trasmessa su USA Network nel 2004 nel corso di una sola stagione, remake dell'omonima serie britannica creata da Paul Abbott.

## Trama
Di ritorno da un lungo congedo dopo essere sopravvissuto a un colpo di pistola alla testa a distanza ravvicinata, il detective David Creegan di San Francisco viene assegnato a un'unità di intervento rapido dell'FBI per i crimini seriali. Nonostante le sue lesioni cerebrali lo rendano imprevedibile e incapace di rispettare il buon senso o a volte persino le leggi che ha giurato di proteggere, Creegan riesce a sfruttare la sua nuova condizione per dare al meglio la caccia ai criminali in circolazione.

## Episodi
| Stagione       | Episodi | Prima TV USA | Prima TV Italia |
| -------------- | ------- | ------------ | --------------- |
| Prima stagione | 12      | 2004         | 2006            |

## Personaggi e interpreti

### Principali
- David Creegan, interpretato da Jeffrey Donovan e doppiato da Fabrizio Picconi.
- Susan Branca, interpretata da Vera Farmiga e doppiata da Sabrina Duranti.
- Hank Enright, interpretato da Zach Grenier e doppiato da Carlo Sabatini.
- Charles Bernal, interpretato da Brian Markinson e doppiato da Sergio Lucchetti.
- Jay Swopes, interpretato da Kevin Durand e doppiato da Gaetano Varcasia.

### Ricorrenti
- Mark Rivers, interpretato da Bradley Cooper e doppiato da Francesco Bulckaen.
- Cyril Kemp, interpretato da Pruitt Taylor Vince e doppiato da Roberto Pedicini.
- Jon Krakauer, interpretato da Peter Wingfield e doppiato da Davide Marzi.
- Holly Creegan, interpretata da Leila Johnson e doppiata da Emanuela D'Amico.
L'ex-moglie di Creegan.
- Lily e Samantha Creegan, interpretate da Sydney e Larissa Tewson.
Le figlie di Creegan.

## Distribuzione
La serie è andata in onda di venerdì in prima serata (le 22:00 EST, 21:00 per l'episodio pilota) su USA Network dal 12 marzo al 30 aprile 2004, per poi essere spostata al lunedì dal 10 maggio 2004 fino alla sua conclusione il 14 giugno seguente.

## Accoglienza
Dopo aver esordito con buon numero di ascolti, seppur al di sotto delle aspettative del network, nel suo episodio pilota (3 370 000, con uno share del 3%), la serie si è stabilizzata su una media di 2,3 milioni di spettatori nei tre episodi seguenti, calando progressivamente. Il calo degli ascolti ha causato lo spostamento della collocazione della serie dopo il suo settimo episodio da parte di USA Network. La serie è infine stata cancellata nell'agosto del 2004 dopo una sola stagione.